# 김순영 (1852년)
김순영(1852년~1901년 2월)은 조선부터 대한제국까지 생존해 있던 사람이자 독립운동가 김구 선생의 아버지이다.

## 생애
1852년 김만묵(金萬默, 1824년~1888년)과 결성 장씨(結城張氏, 1824년~1876년 8월 29일) 사이에서 태어났다. 1876년 8월 29일 곽낙원과의 사이에서 김구를 출생했다. 여담으로 김구가 태어났을 때 김순영의 모친, 즉 김구의 친할머니 장씨가 죽었다. 그 뒤 부친 김만묵, 즉 김구의 친할아버지가 1888년 죽고 뇌줄증을 앓아 쓰러지기도 했다. 치하포 사건 때 아들 김구가 탈옥해 탈옥수의 부모라는 이유로 감옥에 수감됐다. 그 후유증으로 1901년 2월 사망했다

## 가족
- 조부 김영원 (1806년~몰년 미상, 가짜 어사를 하고 구속되자 지인 때문에 석방됐다.)
- 부친 김만묵 (1824년~1888년 4월)
- 모친 장씨 (1824년~1876년 8월 29일)
- 형 김백영 (1844년~1880년)
- 형수 정씨
- 남동생 김준영 포함 2명
- 여동생
- 매제 현풍 곽씨
- 자신 김순영 (1852년~1901년 2월)
- 장인 곽양식
- 부인 곽낙원 (1859년 2월 26일~1939년 4월 26일)
- 아들 김구 (1876년 8월 29일~1949년 6월 26일)
- 손자 김인,김신, 손녀 김화경, 김은경